# Kings Royalty (Île-du-Prince-Édouard)
Kings Royalty est un canton dans le comté de Kings, Île-du-Prince-Édouard, Canada.  Il fait partie de la Paroisse St. George.
Le canton fut désigné par l'arpentage colonial de 1764 par le capitaine Samuel J. Holland.  Il devait être hôte du siège de comté du comté de Kings, Georgetown.  Le canton est situé sur une péninsule entourée de la rivière Cardigan au nord et la rivière Brudenell River au sud.
Originairement, Georgetown était non-incorporé, alors la "royalty" et la communauté était presque synonymes, avec plusieurs personnes utilisant le terme "Georgetown Royalty".  Après l'incorporation de Georgetown, les parties restantes du canton furent connues comme North Royalty.

## Population
- 291  (recensement de 2011)[1]
- 292 (recensement de 2006)[2]
- 257 (recensement de 2001)[2]

## Communautés
incorporé:
- Georgetown